# Parkston
Parkston város az Amerikai Egyesült Államok Dél-Dakota államában, Hutchinson megyében. Lakosainak száma 1567 fő (2020. április 1.).

## Népesség
A település népességének változása:

| 2010 | 1 508 |
| 2020 | 1 567 |